# Passport to Nowhere
Passport to Nowhere ist ein US-amerikanischer Dokumentar-Kurzfilm aus dem Jahr 1947. Produziert wurde er von Frederic Ullman junior, der mit dem Film für einen Oscar nominiert war.

## Inhalt
Eines der Probleme, die nach dem Zweiten Weltkrieg Anlass zu Debatten gaben, waren die Vertriebenen. Gezeigt wird, wie Fleiß und Tatkraft der Alliierten dazu führten, dass Menschen in Europa, die ihre Heimat verloren hatten, erst einmal Unterschlupf in Lagern fanden. Porträtiert wird die Arbeit vieler Hilfsorganisationen die beteiligt waren, um den Vertriebenen eine Perspektive aufzuzeigen.

## Produktionsnotizen
Der von RKO Pictures produzierte Kinofilm gehört zur Reihe This is Ameria series, Thematik Weltkrieg 1939–1945 (Flüchtlinge). Premiere hatte Passport to Nowhere im Jahr 1947.

## Auszeichnung
Frederic Ullman junior war mit dem Film auf der Oscarverleihung 1948 in der Kategorie „Bester Dokumentar-Kurzfilm“ für einen Oscar nominiert, der jedoch an die United Nations Division of Films and Visual Education und den Film First Steps ging, der die ersten Schritte, die Kinder ins Leben machen, thematisiert.